# 마르티나 나브라틸로바
마르티나 나브라틸로바(체코어: Martina Navrátilová, 영어: Martina Navratilova 마티나 내브라틸로바[*], 1956년 10월 18일 ~ )는 전 세계 랭킹 1위였던 체코와 미국의 프로 테니스 선수이다. 1956년 체코슬로바키아(오늘날의 체코) 프라하에서 태어나 1973년 프로로 데뷔했고, 2년 뒤 고국을 떠나 미국으로 망명했다.
그녀는 그랜드 슬램 단식에서 18회, 복식에서 31회(역대 최다 기록), 그리고 혼합 복식에서 10회 우승하였다. 특히 윔블던 단식 결승에는 총 12회 진출하였으며, 9회 우승하였다. 그중 1982년부터 1990년까지는 9년 연속으로 윔블던 결승에 진출하였으며, 특히 1982년부터 1987년까지는 6년 연속 우승을 기록하였다. 나브라틸로바와 빌리 진 킹은 윔블던 단·복식 및 혼합복식에서 총 20개의 타이틀을 획득하여 이 대회에서 나란히 역대 최다 타이틀 기록을 보유하고 있다. 또한 나브라틸로바는 단식, 복식, 혼합 복식에서 모두 커리어 그랜드 슬램을 달성한 역대 3명의 여자 선수들 중 한 명이다(일명 '풀셋' 그랜드 슬램). 그녀는 단식에서 총 167회, 복식에서 총 177회 우승하여 오픈 시대 이후 단·복식 최다 우승 기록을 보유하고 있다. 또한 오픈 시대 이후 최다 연승 기록(74연승)을 갖고 있으며, 오픈 시대 이후의 여자 최다 연승 기록 상위 6개 중 3개는 그녀가 기록한 것이다. 또한 마가렛 코트, 모린 코놀리 브링커와 함께 나란히 그랜드 슬램 단식 최다 연속 우승 기록(6연패)을 갖고 있다. 나브라틸로바는 그랜드 슬램 단식 결승에 11회 연승 진출하였으며, 이는 슈테피 그라프의 13회 연속 진출 다음으로 긴 기록이다. 여자 복식에서 나브라틸로바와 팸 슈라이버는 109연승을 기록하였으며 1984년에는 4개 그랜드 슬램을 모두 석권하였다. 이 두 선수는 그랜드 슬램 복식에서 총 20회 우승하여 루이즈 브로프 클랩과 마거릿 오즈번 듀폰 팀과 함께 그랜드 슬램 여자 복식 최다 우승 기록을 갖고 있다. 나브라틸로바는 은퇴할 때까지 총 331주간 세계 랭킹 1위를 기록하며 여자 테니스계의 최강자로 군림하였으며, 이것은 슈테피 그라프가 새로운 기록(378주)을 세우기 전까지 역대 최장 기록이었다.
전설적인 여자 테니스 선수였던 빌리 진 킹은 2006년 나브라틸로바에 대해 "그녀는 단식, 복식, 그리고 혼합 복식까지 모든 종류의 테니스 경기에서 지금까지 생존했던 선수들 중 가장 뛰어난 선수였다"라고 평가하였다. 테니스 전문 기고가인 스티브 플링크(Steve Flink)는 그의 저서 The Greatest Tennis Matches of the Twentieth Century에서 나브라틸로바를 20세기에 활동했던 여자 선수들 중 슈테피 그라프 다음으로 가장 뛰어났던 선수로 꼽았다. 테니스 전문 잡지 테니스 매거진은 그녀를 1965년부터 2005년 사이에 활동했던 여자 선수들 중 최고의 선수로 선정하였다. 테니스 역사 전문가이자 기자인 버드 콜린스는 그녀에 대해 "이론의 여지는 다소 있겠지만, 그녀는 역사상 최고의 선수였다"라고 평했다.

## 개인 생활
원래 체코슬로바키아 국적이었던 나브라틸로바는 1975년 그녀가 18세였던 해 미국 정부에 정치적 망명을 요청하여 임시 체류 허가를 받으면서 체코슬로바키아 정부로부터 시민권을 박탈당하였다. 당시 체코슬로바키아 스포츠 연맹은 그녀가 너무 미국화되었다고 질책하였으며 그녀가 학교로 돌아가 테니스 이전에 학업에 우선순위를 두어야 한다고 주장했다.
1981년 나브라틸로바는 미국 시민권을 부여받았으며, 2008년 1월 9일에는 체코 시민권 또한 회복되었다. 이후 그녀는 그녀가 미국 시민권을 포기하지 않았고 앞으로도 그럴 계획은 없으며, 그녀의 체코 시민권 회복에 정치적인 고려는 개입되지 않았다고 밝혔다. 그녀가 1981년 미국 시민권을 받은 직후 그녀는 언론사를 통해 자신이 레즈비언임을 커밍아웃하였다. 1984년과 1991년사이 그녀는 쥬디 넬슨과 긴 관계를 유지 하였다.
한편 그녀는 2007년 부시 정부에 대해 비판적인 발언을 하여 이목을 끌기도 하였다. 나브라틸로바는 다양한 정치활동 및 사회운동에 적극적으로 관여해 왔다. 자서전 《Being Myslef》를 통해, 레즈비언임을 커밍아웃한 이후 차별과 자기부정으로 힘들어 하는 LGBT 젊은이들에게 용기를 주기 위해 연설활동을 이어오고 있다. 콜로라도주가 LGBT 권익을 부정하는 헌법수정조항을 도입하려 하자, 나브라틸로바는 이를 저지시키기 위해 집단소송 원고단에 이름을 올렸고, 미디어를 통해 반대운동을 폈다. 이러한 공로를 인정받아 2000년 미국 인권단체 휴먼 라이트 캠페인(Human Rights Campaign)으로부터 미국 평등 상(National Equality Award)를 수여 받았다. 또한 제1회 월드 아웃 게임에 참가해 몬트리올 선언문을 낭독하기도 했다. 게이 아이콘으로도 알려져 있다.
나브라틸로바는 동물애호 운동에도 적극 참여하고 있는 것으로 알려져 있다. 세계최대급의 동물권리단체 '동물의 윤리적 취급을 요구하는 이들의 모임'의 활동에 종사하고 있으며, 가축으로 길러지고 있는 양의 사육환경을 개선시키도록 호주의 존 하워드 수상에게 편지를 보내는 등의 활동도 펼쳤다.
1994년 투어에서 은퇴했던 나브라틸로바는 2000년 잠시 투어에 복귀, 주로 복식 경기에 출전하여 몇몇 대회에서 우승하였으며 특히 2004년 6월에는 윔블던에서 단식 본선 1회전을 통과하여 1922년 이후 윔블던 단식 최고령 승리 기록을 세우면서 '철녀'라는 그녀의 전성기 시절 별명을 다시 한번 입증해 보이기도 했다. 2003년 윔블던 및 2006년 US 오픈 혼합 복식에서도 우승을 기록한 그녀는 2006년 프로 선수 생활에서 완전히 은퇴하였다.
그녀는 현재 로레우스 세계 스포츠 아카데미의 회원으로 활동 중이다.
2013년 국제 인권의 날을 맞아 UN에서 열린 기자회견에서 그녀는 자신이 미국 시민권을 받은 1981년 전에는 커밍아웃을 할 경우 시민권 심사에 불이익으로 작용했었기 때문에 커밍아웃할 수 없었다고 밝혔다.

## 통산 기록

### 오픈 시대 기록
| 그랜드 슬램 대회                 | 연도      | 달성한 기록                                             | 타이 기록                   |
| 1983년 윔블던 - 1988년 호주 오픈 | 1983-1988 | 그랜드 슬램 여자 단식 19회 연속 준결승 진출             | 단독 기록(1)                |
| 윔블던                           | 1978-1990 | 3개 연대(70·80·90년대)에 걸쳐 그랜드 슬램 단식에서 우승 | 단독 기록                   |
| 윔블던 - US 오픈                 | 1983-1984 | 그랜드 슬램 단식 6회 연속 우승                          | 마가렛 코트                 |
| 프랑스 오픈                      | 1984-1987 | 프랑스 오픈 4회 연속 결승 진출                          | 크리스 에버트 슈테피 그라프 |
| 윔블던                           | 1982-1987 | 대회 6회 연속 우승                                      | 단독 기록                   |
| 윔블던                           | 1982-1990 | 윔블던 단식 9회 연속 결승 진출                          | 단독 기록                   |
| 윔블던                           | 1978-1994 | 윔블던 단식 12회 결승 진출                              | 단독 기록                   |
| 윔블던                           | 1978-1990 | 윔블던 단식 9회 우승                                    | 단독 기록                   |

(1)크리스 에버트는 1971년 US 오픈부터 1983년 프랑스 오픈까지 그랜드 슬램 단식 준결승에 총 34회 진출하였다. 다만, 이 기간에 있었던 그랜드 슬램 대회 중 14개에는 출전하지 않았다.

## 상위 랭커 상대 전적
2009년 2월 10일 기준으로, 세계 랭킹 10위권에 속했던 적이 있는 선수들에 대한 나브라틸로바의 상대 전적은 아래와 같다.
- 크리스 에버트 43–37
- 팸 슈라이버 40–3
- 지나 개리슨 33–1
- 웬티 턴불l 29–5
- 하나 만들리코바 29–7
- 헬레나 수코바 26–6
- 클라우디아 코데클리슈 22–2
- 미마 야우쇼베츠 21–1
- 트레이시 오스틴 20–13
- 다이앤 프롬홀츠 19–4
- 바버라 포터 18–0
- 버지니아 웨이드 18–6
- 베티 스퇴버 16–3
- 가브리엘라 사바티니 15–6
- 이본 굴라공 콜리 15–12
- 조 듀리 13–0
- 그리어 스티븐스 13–0
- 비르지니아 루지치 13–0
- 캐시 조던 13–1
- 로리 맥닐 12–0
- 아란차 산체스 비카리오 12–3
- 마누엘라 말레에바 11–3
- 앤드리아 재거 11–4
- 나탈리 토지아 9–1
- 케리 멜빌 9–1
- 로즈메리 커살스 9–4
- 빌리 진 킹 9–5
- 슈테피 그라프 9–9
- 메리 조 퍼낸데즈 8–0
- 나타샤 즈베레바 8–5
- 카테리나 말레에바 7–1
- 모니카 셀레스 7–10
- 프랑수아즈 뒤르 6–1
- 야나 노보트나 6–1
- 테메슈바리 언드레어 5–0
- 마거릿 코트 5–2
- 어맨다 쿠처 4–0
- 브렌다 슐츠매카시 4–0
- 쥘리 알라르데퀴지 4–0
- 올가 모로조바 4–1
- 마그달레나 말레에바 4–2
- 낸시 리치 4–2
- 줄리 헬드먼 3–2
- 찬다 루빈 1–0
- 이바 마욜리 1–0
- 크리스틴 트루먼 1–0
- 마리아 부에누 1–0
- 스기야마 아이 1–0
- 이리나 스프를레아 1–0
- 린지 대븐포트 1–0
- 제니퍼 캐프리아티 1–1
- 마리 피에르스 1–1
- 앙케 후버 1–2
- 콘치타 마르티네스 1–4
- 다니엘라 한투호바 0–1

## 같이 보기
- 그랜드 슬램 (테니스)
- 역대 WTA 랭킹 1위 테니스 선수 목록